# Cours (Lot-et-Garonne)
Cours (okzitanisch: Corts) ist eine französische Gemeinde mit 193 Einwohnern (Stand: 1. Januar 2022) im Département Lot-et-Garonne in der Region Nouvelle-Aquitaine. Cours liegt im Arrondissement Agen und gehört zum Kanton Le Confluent. 

## Geografie
Cours liegt etwa 16 Kilometer nordnordwestlich von Agen. An der südlichen Gemeindegrenze verläuft der Fluss Masse de Prayssas, im Norden durchquert das Flüsschen Bausse das Gemeindegebiet. Umgeben wird Cours von den Nachbargemeinden Dolmayrac im Norden, Sembas im Osten, Laugnac im Süden, Prayssas im Südwesten sowie Montpezat im Westen und Nordwesten.

## Bevölkerungsentwicklung
| Jahr                       | 1962 | 1968 | 1975 | 1982 | 1990 | 1999 | 2006 | 2018 |
| -------------------------- | ---- | ---- | ---- | ---- | ---- | ---- | ---- | ---- |
| Einwohner                  | 238  | 192  | 145  | 157  | 205  | 193  | 204  | 200  |
| Quellen: Cassini und INSEE |      |      |      |      |      |      |      |      |